# Els Muixins
Els Muixins és el nom d'un conjunt musical format a Sabadell el 1810, que va tocar fins a la dècada del 1950.
El van fundar els germans Pere Muixí i Marcet (Sabadell, 1786-1871) i Joan Baptista Muixí i Marcet (Sabadell, 1796-1882), terrissers d'ofici. Els Muixins van començar com una petita cobla, però aviat es van convertir en una orquestra cobla tradicional, que va assolir gran prestigi a moltes poblacions catalanes. En la dècada dels cinquanta del segle passat, i a causa d'un accident de trànsit que ocasionà la mort d'alguns músics, l'orquestra es va dissoldre. Era famosa la seva rivalitat amb l'orquestra Els Fatxendes.
Entre els músics que hi formaren part hi hagué Càndid Bach i Teixidó, Cebrià Cabané i Bril, Jaume Casademunt i Prat, Lluís i Martí Fernández Cabello, Mateu Rifà i Planas, Josep Saló i Bos (director 1907-1908), Joan Soler i Diffent i Josep Costa.